# 环江关木通
环江关木通（学名：Isotrema huanjiangense）是马兜铃科关木通属的一种植物，是中国的特有植物。分布于中国的广西和贵州。其种加词“huanjiangensis”意为“广西环江毛南族自治县的”。
檐部裂片黄色, 具紫红色较稀疏条纹状突起。。